# 深水港乡
深水港乡，是中华人民共和国湖南省常德市桃源县下辖的一个乡镇级行政单位。

## 行政区划
深水港乡下辖以下地区：
长湖村、高桥村、高岩村、和谐村、金雁村、金凤村、云台村和金旺村。